# Ringer-Weltmeisterschaften 1962
Die Ringer-Weltmeisterschaften 1962 fanden vom 21. bis zum 27. Juni 1962 in Toledo statt. Es wurde sowohl im griechisch-römischen als auch im freien Stil gerungen. Die Ringer wurden in jeweils acht Gewichtsklassen unterteilt.

## Griechisch-römisch
Die Wettkämpfe im griechisch-römischen Stil fanden vom 25. bis zum 27. Juni 1962 statt. Die Ringer aus der Sowjetunion, Ungarn und Türkei bildeten eine schier undurchbrechbare Überlegenheit. Lediglich Masamitsu Ichiguchi (Japan) besiegte Amari Egadse (Sowjetunion) und wurde somit Weltmeister. Die Ringer aus der Sowjetunion sicherten sich in sieben der acht Wettbewerbe Medaillen. Einzig Wladimir Rosin konnte sich mit einem vierten Platz in der Gewichtsklasse -70 kg nicht auf den Medaillenrängen platzieren.

### Medaillengewinner
| Klasse | Gold                | Silber               | Bronze             |
| ------ | ------------------- | -------------------- | ------------------ |
| -52 kg | Sergei Rybalko      | Ignazio Fabra        | Burhan Bozkurt     |
| -57 kg | Masamitsu Ichiguchi | Amari Egadse         | Kamel Ali El Sajed |
| -63 kg | Imre Polyák         | Konstantin Wyrupajew | Rıza Doğan         |
| -70 kg | Kâzım Ayvaz         | Stevan Horvat        | James Burke        |
| -78 kg | Anatoli Kolessow    | Bjarne Ansbøl        | Yavuz Selekman     |
| -87 kg | Tevfik Kış          | Krali Bimbalow       | Anatoli Kirow      |
| -97 kg | Rostom Abaschidse   | Bojan Radew          | İsmet Atlı         |
| +97 kg | István Kozma        | Anatoli Roschtschin  | Wilfried Dietrich  |

### Medaillenspiegel
| Rang | Land               | Gold | Silber | Bronze |
| ---- | ------------------ | ---- | ------ | ------ |
| 1    | Sowjetunion        | 3    | 3      | 1      |
| 2    | Türkei             | 2    | 0      | 4      |
| 3    | Ungarn             | 2    | 0      | 0      |
| 4    | Japan              | 1    | 0      | 0      |
| 5    | Bulgarien          | 0    | 2      | 0      |
| 6    | Dänemark           | 0    | 1      | 0      |
|      | Italien            | 0    | 1      | 0      |
|      | Jugoslawien        | 0    | 1      | 0      |
| 9    | BR Deutschland     | 0    | 0      | 1      |
|      | Ägypten            | 0    | 0      | 1      |
|      | Vereinigte Staaten | 0    | 0      | 1      |

## Freistil
Die Wettkämpfe im Freistil fanden vom 21. bis zum 23. Juni 1962 statt. Auch im freien Stil bewiesen die Ringer aus der Sowjetunion ihre Stärke: Mit drei Gold- und einer Silbermedaille wurden sie Erster, dicht gefolgt von den Iranern, die jeweils zwei Gold- und Silbermedaillen gewannen. Die Japaner wurden mit einer Gold-, zwei Silber- und einer Bronzemedaille Dritter. Der interessanteste Kampf fand in der 97-kg-Gewichtsklasse statt, als zwei der größten Freistilringer aller Zeiten, Gholamreza Takhti (Iran) und Alexander Medwed (Sowjetunion), aufeinander trafen. Medwed siegte in diesem Kampf und wurde zum ersten Mal Weltmeister. Der deutsche Wilfried Dietrich gewann auch im Freistil eine Bronzemedaille.

### Medaillengewinner
| Klasse | Gold                 | Silber                   | Bronze            |
| ------ | -------------------- | ------------------------ | ----------------- |
| -52 kg | Ali Alijew           | Noriyuki Harada          | Satilmis Tektas   |
| -57 kg | Hüseyin Akbaş        | Masaki Hatta             | János Varga       |
| -63 kg | Osamu Watanabe       | Mohammad Khadem          | Ewald Tauer       |
| -70 kg | Enju Waltschew Dimow | Robert Dzhganadze        | Osvaldo Ferrari   |
| -78 kg | Imam-Ali Habibi      | Petko Dermendschiew      | James Ferguson    |
| -87 kg | Mansour Mehdizadeh   | Hasan Güngör             | Shunichi Kawano   |
| -97 kg | Alexander Medwed     | Gholamreza Takhti        | Daniel Brand      |
| +97 kg | Alexander Iwanizki   | Ljutwi Dschiber Achmedow | Wilfried Dietrich |

### Medaillenspiegel
| Rang | Land               | Gold | Silber | Bronze |
| ---- | ------------------ | ---- | ------ | ------ |
| 1    | Sowjetunion        | 3    | 1      | 0      |
| 2    | Iran               | 2    | 2      | 0      |
| 3    | Japan              | 1    | 2      | 1      |
| 4    | Bulgarien          | 1    | 2      | 0      |
| 5    | Türkei             | 1    | 1      | 1      |
| 6    | Vereinigte Staaten | 0    | 0      | 2      |
|      | BR Deutschland     | 0    | 0      | 2      |
| 8    | Italien            | 0    | 0      | 1      |
|      | Ungarn             | 0    | 0      | 1      |

## Medaillentabelle
| Rang | Land               | Gold | Silber | Bronze | Total |
| ---- | ------------------ | ---- | ------ | ------ | ----- |
| 1    | Sowjetunion        | 6    | 4      | 1      | 11    |
| 2    | Türkei             | 3    | 1      | 5      | 8     |
| 3    | Japan              | 2    | 2      | 1      | 5     |
| 4    | Iran               | 2    | 2      | 0      | 4     |
| 5    | Ungarn             | 2    | 0      | 1      | 3     |
| 6    | Bulgarien          | 1    | 4      | 0      | 5     |
| 7    | Italien            | 0    | 1      | 1      | 2     |
| 8    | Dänemark           | 0    | 1      | 0      | 1     |
|      | Jugoslawien        | 0    | 1      | 0      | 1     |
| 10   | BR Deutschland     | 0    | 0      | 3      | 3     |
|      | Vereinigte Staaten | 0    | 0      | 3      | 3     |
| 12   | Ägypten            | 0    | 0      | 1      | 1     |